# گلی (بجنورد)

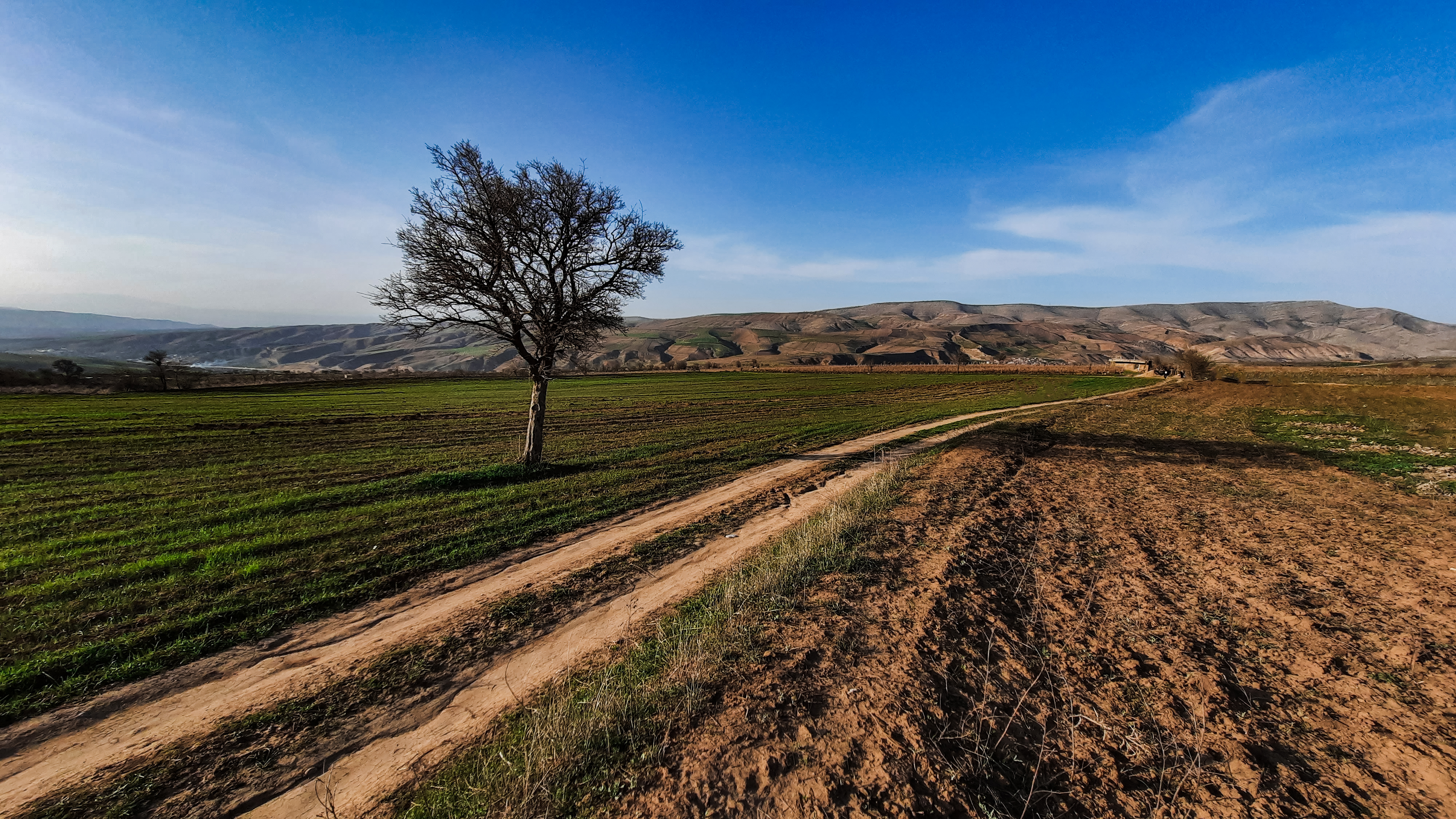
طبیعت روستای گلی

روستای گلی واقع در 24 کیلومتری شهر بجنورد، روستایی از توابع بخش مرکزی شهرستان بجنورد در استان خراسان شمالی ایران است.
این روستا در مجاورت جاده بجنورد - آشخانه قرار دارد که امروزه به دلیل احداث جاده ای جدید برای تردد ، این جاده به جاده قدیم آشخانه (جاده قدی بدرانلو) معروف است.

## زبان
زبان رایج مردم این روستا به زبان ترکی خراسانی است. اما فرزندان آنها و خود روستاییان به زبان فارسی هم کاملا مسلط هستند. {گویش تمامی آنها ترکی خراسانی است}.

## کشاورزی
بیشتر زمین ها اراضی روستای گلی صرف کشاورزی گندم و جو و.. میشد.
(کنجد، گندم، جو ، عدس ، نخد و... نیر کشت میشود)
در این روستا دامداری به صورت گسترده و بزرگ انجام نمیشد و اهالی روستا صرفا جهت رفع نیاز خود از دام استفاده میکردند.
با گذشت زمان و خشکسالی مردم روستا به ایجاد باغ انگور روی آوردند. و روز به روز به تعداد و مساحت باغ انگور نسبت به گندم و جو بیشتر شد.

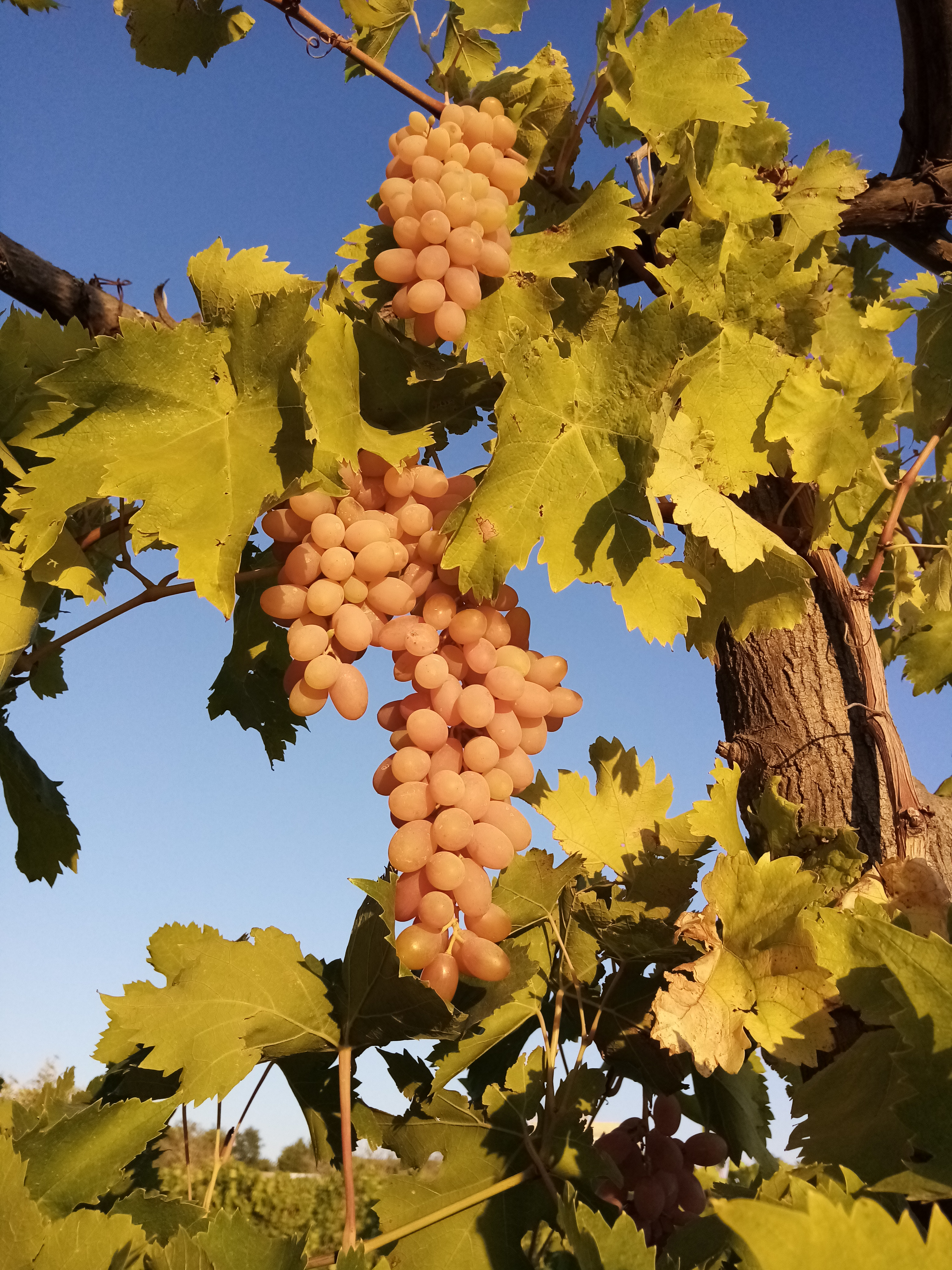
انگور رازقی

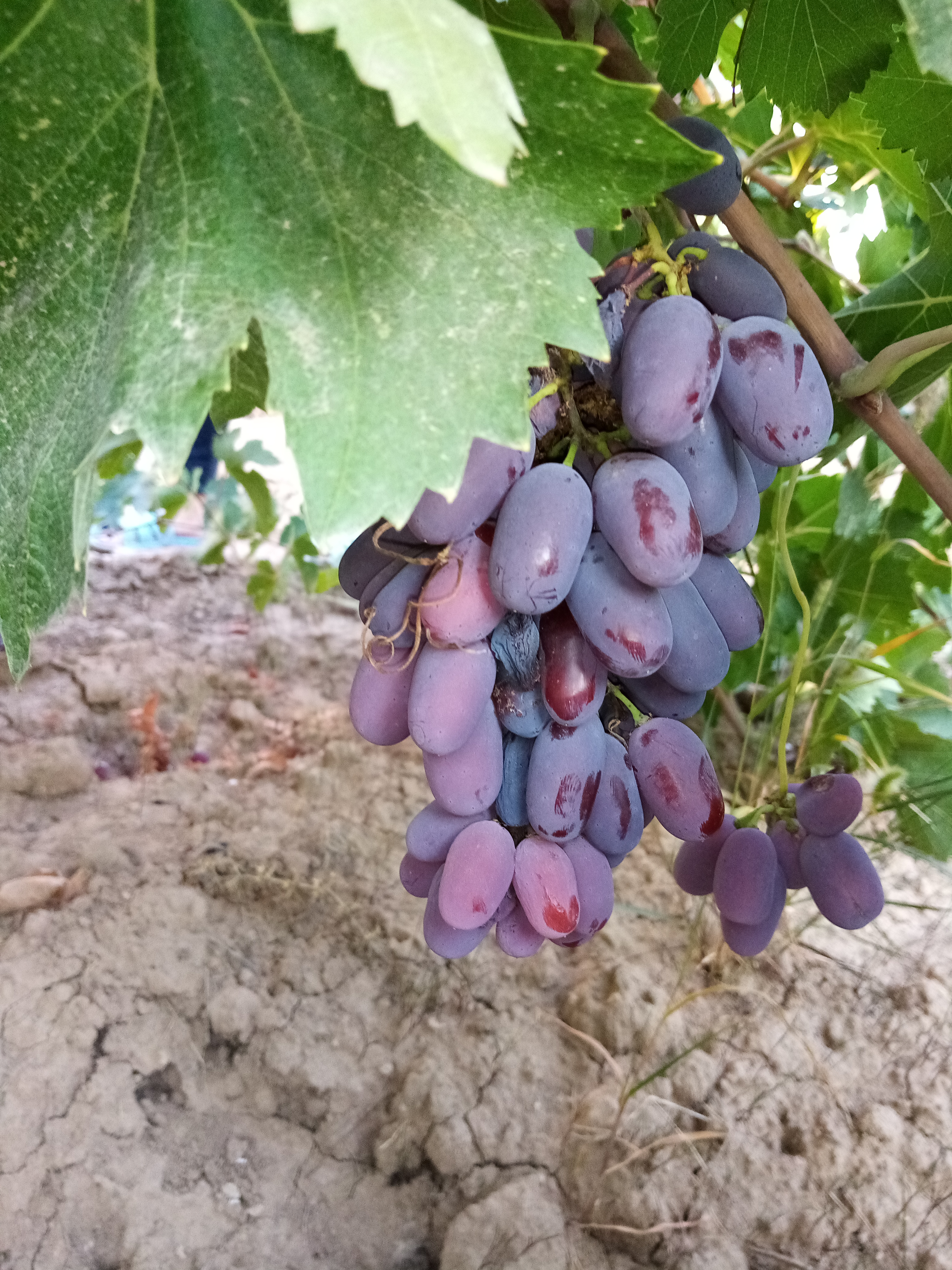
انگور سیاه(فلفلی)

### انگور
انگور مهمترین منبع درآمد مردم این روستا است. 
انگور رازقی ، کج انگوری{شصت عروس} ، انگور سیاه(فلفلی:زبان کلاغی :رشه و ترکمن چهارو...)از انواع انگور های این روستا است.

## جمعیت
این روستا در دهستان بدرانلو قرار دارد و براساس سرشماری مرکز آمار ایران در سال ۱۳۸۵، جمعیت آن ۱٬۲۲۲ نفر (۳۱۸خانوار) بوده‌است.